# Virslīga 1938/39
In 1938/39 werd het twaalfde voetbalseizoen gespeeld van de Letse Virslīga. Olimpija Liepāja werd kampioen. 

## Eindstand
| Plaats | Club                 | Wed. | W  | G | V  | Saldo | Ptn. |
| ------ | -------------------- | ---- | -- | - | -- | ----- | ---- |
| 1.     | Olimpija Liepāja     | 14   | 11 | 1 | 2  | 45-12 | 23   |
| 2.     | ASK                  | 14   | 10 | 1 | 3  | 49-16 | 21   |
| 3.     | RFK                  | 14   | 9  | 3 | 2  | 38-14 | 21   |
| 4.     | Rigas Vilki          | 14   | 7  | 3 | 4  | 19-18 | 17   |
| 5.     | RKSB                 | 14   | 3  | 3 | 8  | 29-51 | 9    |
| 6.     | Hakoah Riga          | 14   | 2  | 3 | 9  | 17-26 | 7    |
| 7.     | Universitātes Sports | 14   | 3  | 1 | 10 | 20-43 | 7    |
| 8.     | 16. APSK Jelgava     | 14   | 2  | 3 | 9  | 14-51 | 7    |

- Riga Wanderer wijzigde de naam in Rigas Vilki

|  | Kampioen   |
|  | Degradatie |

## Kampioen
| Virslīga 1938/39                     |
| Letland                              |
| ------------------------------------ |
| OLIMPIJA LIEPĀJA Kampioen (7° titel) |